# Lac Minogami
Lac Minogami är en sjö i Kanada.   Den ligger i regionen Mauricie och provinsen Québec, i den sydöstra delen av landet, 260 km nordost om huvudstaden Ottawa. Lac Minogami ligger 256 meter över havet. Arean är 0,96 kvadratkilometer. Den ligger vid sjön Lac à la Pêche. Den sträcker sig 1,5 kilometer i nord-sydlig riktning, och 1,5 kilometer i öst-västlig riktning.
I omgivningarna runt Lac Minogami växer i huvudsak blandskog. Runt Lac Minogami är det ganska glesbefolkat, med 38 invånare per kvadratkilometer.